# Уивер, Джон
Джон Уивер (1576—1632) — английский поэт, издатель и антикварий.

## Биография
Родился в Ланкашире. Получил образование в Кембридже, в Куинз-колледже, где провёл примерно четыре года с 1594 года, однако не получил учёной степени. В 1599 году он издал сборник «Эпиграммы в старейшем отрезке и новейшей моде», в который были включены сонет авторства Шекспира и эпиграммы Сэмюэля Дэниеля, Майкла Дрейтона, Бена Джонсона, Уильяма Уорнера и Кристофера Миддлтона В 1601 году издал собственную поэму «Зеркало Мучеников, или Жизнь и Смерть… сэра Джона Олдкасла», которого он называет в его предисловии «первым настоящим Олдкаслом», возможно, по причине факта, что Фальстаф Шекспира первоначально носил имя сэра Джона Олдкасла. В четвёртой строфе этой длинной поэмы, в которой сэр Джон слагает о себе панегирики, имеет место упоминание о «Юлии Цезаре» Шекспира, которое введено для информации о дате постановки пьесы. После путешествия во Францию, Исторические Нидерланды и Италию Уивер обосновался в Клеркенвелле и свёл дружбу с крупнейшими антикварами своего времени. Результатом его обширных путешествий по собственной стране стало сочинение «Надгробные памятники» (1631 год), представляющее большую ценность ввиду уничтожения впоследствии большинства этих надгробий.